# Дийп Пърпъл
 Тази статия е за групата „Дийп Пърпъл“.  За техният едноименен албум вижте Deep Purple (албум).  
„Дийп Пърпъл“ (на английски: Deep Purple) е английска рок група, създадена в Хартфордшър през 1968 г. Те са едни от пионерите в хевиметъла и модерния хардрок, въпреки че музикалният им подход се променя през годините. Първоначално формирана, като прогресив рок група, „Дийп Пърпъл“ променят звука си към хардрок през 1970 г. Заедно с „Лед Зепелин“ и „Блек Сабат“ те са „нечестивата троица на британската хардрок и хевиметъл музика до средата на 70-те.“ Те са включени през 1975 г. в Книгата на Световните рекорди на Гинес „като най-шумната група в света“ с концерта си в „Рейнбоу Театър“ в Лондон през 1972 г., освен това „Дийп Пърпъл“ имат продадени около 100 милиона аудио записи по целия свят, включително осем милиона сертифицирани в САЩ.
Групата преминава през много промени в състава си, заедно с осем годишно прекъсване (1976 – 1984). В периода 1968 – 1976 г. различните състави са определени като I, II, III и IV. Техният втори и най-успешен състав включва Иън Гилън (вокали), Джон Лорд (орган), Роджър Глоувър (бас), Иън Пейс (барабани) и Ричи Блекмор (китара). Този състав е активен в годините от 1969 – 1973, като се възражда от 1984 до 1989 г. и отново през 1992 до 1993 г. Групата постига по-скромни успехи в периодите между годните 1968 – 1969 с Род Евънс (вокали) и Ник Симпър (бас, задни вокали); 1974 – 1976 (Томи Боулин заменя Блекмор през 1975 г.), Дейвид Ковърдейл (вокали) и Глен Хюз (бас, вокали) а през 1989 – 1992 г. в състава е и Джо Лин Търнър (вокал). Съставът на „Дийп Пърпъл“ (с участието на Иън Гилън и китаристът Стийв Морз) е много по-стабилен през последните години, въпреки оттеглянето на Джон Лорд през 2002 г. (заменен от Дон Еъри). Единственият оригинален член на групата, който все още е част от нея е Иън Пейс.
„Дийп Пърпъл“ са класирани на 22 място при най-добрите хардрок групи от „Ви Ейч Уан“, а в анкета на британската радиостанция „Планет Рок“ са пети сред „най-влиятелните групи в музиката.“ Групата също така получава Световни музикални награди през 2008 г. в категорията „Легенди“. През 2016 г. „Дийп Пърпъл“ официално стават част и в Залата на славата на рокендрола.

## История

### Първият състав
В първия състав на Дийп Пърпъл са Ричи Блекмор на китара, вокалиста Род Евънс, Ник Симпър на бас китара, Джон Лорд на клавишни и Иън Пейс на барабани. Важен поддръжник в ранните дни на групата е независимият продуцент Дерек Лоурънс, доведен от Блекмор, който познава Лоурънс от дните си като член на The Outlaws. Лоурънс помага за ранното развитие на групата представяйки на Бен Нисбет, шеф на Feldman's music publishers. Той от своя страна представя младата група на американската мултимедийна компания Tetragrammation, с която подписват за Северна Америка и Япония, а с EMI за Великобритания, Европа и останалия свят. Подпомогната от Дерек Лоурънс групата влиза Pye Studio в събота на 11 май и за два дни записва дебютния си албум. Следващият понеделник албумът е ремастиран. В Щатите Shades of Deep Purple излиза през юли 1968, а във Великобритания през септември. Албумът има определен чар и е точна снимка на Дийп Пърпъл през 1968.
Групата държи дебютният ѝ сингъл да е „Help“, докато Tetragrammation залага на кавъра „Hush“. Това е и правилният избор, който издига групата до номер 4 в американската класация, а албумът достига до завидната 24 позиция. Сингълът обаче се проваля в родната Англия.
Възползвайки се от успеха на първия проект, групата записва втория албум, The Book of Taliesyn още преди да посети за първи път Щатите, където свирят на прощалното турне на Cream. Следващият сингъл отново в кавър, този път версия на „Kentucky Woman“ на Нейл Даймънд. Това е вторият им хит в САЩ.
Въпреки успехите, Дийп Пърпъл имат проблеми в редиците си. Джон Лорд и Ричи Блекмор са повече от доволни един от друг, но Иън Пейс чувства, че традиционния рок' енд рол начин на бас свирене на Ник Симпър не се връзва с тежката посока, по която искат да поемат. Още повече че повлияният от Елвис Пресли начин на пеене на Род е отлично подходящ за балади, стандартни или кабаретни изпълнения, но не и за прогресив рок група, в която Лорд и Блекмор искат да се превърнат.
Ридаещите, хармонично разстроени китари, подплатени от мощни барабани и добре изгледащ, ревящ певец са на дневен ред и точно това искат и младежите от двете страни на Атлантика. Иън Гилън е най-подходящият за работата, когато Гилан отива да се срещне с Джон Лорд, той убеждава приятеля си Роджър Глоувър, басист на Episode Six, да дойде с него и да покаже някои от идеите си на Лорд. За изненада на Глоувър, Лорд възприема добре музикалните предположения и му предлага да се присъедини към Дийп Пърпъл. Новият състав започва репетиции в Hanwell Community Centre в Лондон. Всичко това, разбира се, се върши тайно, тъй като Ник Симпър и Род Еванс нямат представа какво се случва.
Трети и последен албум от първия състав на групата, едноименният Deep Purple, е записан и издаден почти незабелязано. Албумът няма никакъв успех в Америка, а в Англия дори не влиза в класациите. Дийп Пърпъл изнасят последния си концерт с Род Евънс и Ник Симпър на 4 юли 1969 в Кардиф.
Три седмици преди това новият състав на Пърпъл с Гилан и Глоувър са направили първия си общ запис „Hallelujah“, който излиза на сингъл през юли.

### Вторият състав
Вторият състав на Дийп Пърпъл дебютира на живо в Speakeasy Club в Лондон на 10 юли същата година. Дийп Пърпъл номер II, включващ гласа на Иън Гилън, както и Блекмор, Лорд, Глоувър и Пейс, ще се превърне в най-стабилния състав на групата в близо 40-годишната им история и ще положи основите на бъдещата легенда.
През септември 1969 година Джон Лорд получава възможността да осъществи мечтата си, когато музикантите поставят Concerto for Group and Orchestra в лондонската Royal Albert Hall. Нужното представяне е добре дошло и ще разсее схващането, че Дийп Пърпъл са поп група, която свири само кавъри. По това време на мода са прог рок групи като ELP, King Crimson и Yes, които успешно съчетават традиционната рок форма с класически теми. Събитието се предава по телевизията и включва 110 членен оркестър с диригент Малкълм Арнолд. То помага за вдигането на имиджа на групата в Англия, макар че публиката не е много сигурна как трябва да реагира на музкиата, която чува. След концерта групата започва записи на албума, който ще се превърне в първия от множеството техни рок класики.
Юни 1970 е повратна точка в историята на Дийп Пърпъл. Групата е подпомогната от младия инженер Мартин Бърч, асистирал на по-ранните им записи. Deep Purple in Rock е истинска повратна точка в кариерата им, влизайки в класациите на 27 място и достигайки до 4-та позиция в британския хит парад – първият им албум в родните класации останал там цяла година. Групата има изградена огромна фенска маса, благодарение на непрекъснатите си концерти още преди да издадат албума. Всяка песен от него е класика, от връхлитащото интро до „Speed King“, от „ Blood Sucker“ до „гвоздея“ на Иън Гилън „ Child in Time“. Доказателство за силата на албума е фактът, че по-голямата част от него все още фигурира в лайф сетовете на Пърпъл. Въпреки успеха на албума звукозаписната компания се оплаква, че не може да чуе сингъл от него. Както останалите прогресивни групи Пърпъл нямат никакъв интерес в издаването на сингли и трупането от крещящи тийнейджъри. Групата продуцира „Black Night“, която първоначално смятана за погребана композиция, която може и да бъде включена като Б-страна. Песента, в която има китарен риф от „Summertime“ на Рики Нелсън бележи топ 10 хит на групата в Англия и първото им участие в „Top of The Pops“.
Вторият им хит в Англия, „Strange Kind of Woman“, с първото официално британско турне през февруари и март 1971. Песента не е включена в следващия им албум, който по финансови причини е и последният, записан в Англия. Fireball, наследникът на ...in Rock, си остава малко позабравена класика, излязла между безспорно двата най-известни албума на Пърпъл. Fireball излиза през септември и е първият номер 1 албум на групата, помагайки им да възстановят американския си успех. Образно казано те измислят израза Speed Metal („Бърз метал“), от името на заглавното парче, което излиза на сингъл с още една песен от проекта – Demon's Eye.
През декември групата се събира в Монтрьо, Швейцария, за да запише най-известния си албум, Machine Head, използвайки мобилното студио на Ролинг Стоунс, отново с Мартин Бърч зад „волана“. Групата възнамерява да осъществи записите в „The Casino“, но се оказва, че трябва да намерят друго място, тъй като „Казиното“ е запалено по време на концерт на Франк Запа от фен със сигнална ракета. Случката вдъхновява Пърпъл за най-известната им песен, „Smoke on the Water“ изграден върху риф, който отдавна е в главата на Блекмор, саморазкриващ текст на Гилън и заглавие, хрумнало на Глоувър. Албумът е завършен в близкия „Grand Hotel“. Освен „Smoke on the Water“, Machine Head и бъдещи концертни фаворити „Highway Star“, „Space Truckin“ и „Lazy“. „Never Before“ е издадена като сингъл, заедно с „When a Blind Man Cries“ като Б-страна, която не е включена в албума. Machine Head излиза през лятото на 1972, отново оглавява класациите в Англия и достига до номер 6 в Америка.
Този албум е първото издание на собствения лейбъл Пърпъл Рекърдс, разпространявана в Англия от EMI, а в Америка от Warner. Излизането на албума съвпада с концерта през юни в лондонския Rainbow Theatre и влиза в Книгата на Рекордите на Гинес като „най-шумния в света“. В Япония са записани 3 концерта на групата, първоначално само за издаване на местния пазар, но големият комерсиален потенциал на албума води до световно издание. [[Made in Japan" излиза през декември 1972, и е първото от множество официални лайв издания, убедително представяйки групата по време на комерсиалния им връх и поредния световен хит. Двойния лайв албум се превърща в образец за това как трябва да се продуцира лайв запис. Скрити за феновете остават влошените отношения между членовете въпреки огромните продажби.
През декември 1972 Иън Гилън вече си е подал оставката, но е убеден да остане в групата през следващите 6 месеца, заради уговорените концерти и представянето на вече записания албум Who Do We Think We Are („За какви се мислим“). Студийните записи първоначално са направени в Рим през 1972 г., но единствената готова песен е Woman From Tokyo. Албумът е завършен през октомври във Франкфурт отново в подвижното студио на Ролинг Стоунс. Въпреки че успехът на „Woman From Tokyo“ е безспорен, песента не е издадена на сингъл в Англия. Безспираната мелачка от запис-турне-запис-турне-запис-турне без почивка се отразява сериозно на музикантите, водейки до търкания между Ричи Блекмор и Роджър Глоувър. Глоувър, който е отлъчен от групата, разбираемо не е много щастлив, като научава че Блекмор ще напусне групата, ако той не бъде уволнен, но така и не става ясно защо китаристът е против него. Гилън, Лорд, Глоувър, Пейс и Блекмор свирят за последен път заедно на 29 август 1973 в Осака, Япония, и дори позират пред хотела си за последна снимка.

### Третият състав
Всичко около състава е тихо до септември 1973 г., когато започва нова ера в историята на групата. Още преди да започнат да търсят нов певец, Блекмор, Лорд и Пейс вече имат на ум заместник на Глоувър. Тримата са впечатлени от басиста и вокалиста Глен Хюз, фронтмен на триото Trapeze. Хюз, добър певец и автор на песни, настоява, че може да е повече от наемник и пожелава да допринася идейно за групата. Но Дийп Пърпъл се нуждаят и от вокалист. Иън Пейс прослушва една аудио касета и остава силно впечатлен от вокалиста Дейвид Ковърдейл. Така се урежда среща между него и групата. Седмица по-късно Ковърдейл е осведомен, че получава работата. Групата се завръща в Монтрьо през ноември, за да запише албумът Burn, който излиза през февруари и е най-силният след Machine Head. Ентусиазмът на новите членове на групата се отразява добре върху „старите пушки“ и между Блекмор и Ковърдейл се заражда силно сътрудничество, най-вече за блуса „Mistreated“. За заглавна песен Блекмор записва един от рифовете си, а концепцията за двама водещи вокалиста работи по възможно най-добрия начин. Песента се превръща в песен за откриване на концерти. „Might Just Take Your Life“, следващият сингъл от албума, излиза през март и е последван от турне в Англия през май – единственото, което този състав на групата предприема.
Преди края на годината третият състав на Пърпъл вече е записал и издал втори общ албум. Мненията за Stormbringer са смесени. Записан е в Мюнхен през август 1974 г. и е издаден през декември. Блекмор е замесен много малко в направата на записа. Между него и Ковърдейл се появяват неразбирателства. Дейвид вече е спечелил достатъчна увереност да води сам групата и не без основание твърди, че ръководи Дийп Пърпъл. Проблеми има и с Хюз, който иска да е център на вниманието и да поделя равна част от вокалите. Любовта на Глен Хюз към фънка и предпочитания от Ковърдейл блус започват да се вмъкват в звука на групата. Новата посока не се харесва на всички, най-вече на Ричи Блекмор.
Последният концерт на Дийп Пърпъл с Блекмор е на 7 април 1975 г. в парижката зала Олимпия. Мениджърът наема мобилно студио, в което да бъдат записани последните концерти. Записите са издадени през 1976 г. като Made in Europe. Джон Лорд и Иън Пейс са съгласни да прекратят работа, но са убедени да намерят друг китарист от жадните за слава Хюз и Ковърдейл.

### Четвъртият състав
Дейвид Ковърдейл предлага младия американец Томи Боулин за заместник на Ричи Блекмор. Come Taste the Band излиза през декември 1975 г. С приемането на Боулин групата вече разполага не само с добър трети вокалист, който активно участва в написването на песните, но и с китарист с напълно различен и новаторски подход от предшественика си.
Проблеми се появяват, когато четвъртият състав на Пърпъл тръгва на турне и става ясно, че Боулин е наркоман. Наркотиците никога не са били част от пъстрата история на групата. Концертите стават непостоянни, в зависимост здравословното състояние на новия им китарист. Хюз започва подобна битка с наркотиците. През 1975 г. излиза Last Concert in Japan, запис от 15 декември 1975 г. в Токио. Състав номер четири на Пърпъл прави последния си концерт в ливърпулския "Empire Theatre на 15 март 1976 г., в края на краткото британско турне. Личните навици на Глен и Томи са се отразили на изпълнията на групата по време на последното им турне, което не без основание не се харесва на останалите. Членовете на групата решават, че е време да се разделят. На 12 март 1976 г. Пърпъл Рекърдс издава „You Keep On Moving“ – песента, която плавно закрива албума. Официално изявление не е направено, но Боулин ясно показва, че не е в състава, ако има нов албум на Дийп Пърпъл. Томи Боулин умира от свръх доза хероин в хотелската си стая в Маями на 4 декември 1976 г.

### Петият състав
Иън Гилан, Ричи Блекмор, Роджър Глоувър, Джон Лорд и Иън Пейс имат опредлен успех с групите си след Дийп Пърпъл, но нито един от тях не успява да постигне това, което петимата заедно като група са направили. През 1984 г. идва новината, че вторият състав на групата се събира отново, за да запише нов албум за Polydor и да продължи историята там, откъдето е спряла с „Machine Head“. Албумът Perfect Strangers излиза през ноември. Проектът е последван от голямо турне и нов албум. The House of Blue Light излиза през януари 1987 г., а името е взето от текста на „Speed King“. Излиза и нов албум от концерт на живо, наречен Nobody's Perfect, включващ нова версия на „Hush“, която е издадена и на сингъл.

### Шестият състав
През 1990 г. напрежението и борбите, зародили се в Пърпъл по време на кариерата им, все още съществуват. Гилън обявява, че напуска, за да се отдаде на соло кариера. Заместен е от вокалиста на Рейнбоу Джо Лин Търнър. Slaves & Masters, албумът на Пърпъл от 1991 г. заедно с Търнър е приет хладно, въпреки че групата се гордее с крайния резултат. И все пак групата записва две песни от този период с Търнър. Вокалните партии обаче са изтрити и завършени с тези на Гилън за албума от 1993 г. The Battle Rages On – точно навреме за турнето по повод 25-ата годишнина на групата. Въпреки успешния гиг в „Brixton Academy“ Блекмор отново безцеремонно обявява, че напуска групата. Последното му изпълнение с Пърпъл е на 17 ноември 1993 г. в Хелзинки. Блекмор обявява, че му е „дошло до гуша“ и че не може да работи с Гилън. Последното турне с Блекмор е ознаменувано с концерт–запис от Бирмингам и поредния албум от концерт на живо – Come Hell Or High Water.

### Седмият състав
Първоначално е повикан Джо Сатриани, за да завърши турнето, преди да се намери постоянен заместник в лицето на американския маестро Стийв Морз. Пърпъл и Морс издават Purpendicular през 1996 г., в който е включен сингълът „Ted the Machanic“. През 1997 г. излиза още един албум от концерт на живо – Live at the Olympia '96. През следващата година излиза Abandon.

### Осмият състав
През 2002 г. към групата се присъединява Дон Еъри на мястото на Джон Лорд, който напуска през същата година. Следват Bananas (2003) и Rapture of the Deep (2005). През 2013 г. групата издава албума Now What?!, който достига до номер 1 в Германия, Австрия, Норвегия и Чехия, а в редица европейски държави влиза в топ 10. Това е и първият албум на групата от 1987 г., който попада в топ 20 на Великобритания, достигайки до номер 19. Албумът става златен в Германия през октомври същата година.

### Деветият състав
През 2023 г. Стийв Морз напуска групата и на негово място идва Саймън Макбрайт.

## Дискография

### Студийни албуми
- Shades of Deep Purple, септември 1968, (Евънс/Блекмор/Лорд/Симпър/Пейс) #24 САЩ
- The Book of Taliesyn, декември 1968 (Евънс/Блекмор/Лорд/Симпър/Пейс) #54 САЩ
- Deep Purple, ноември 1969 (Евънс/Блекмор/Лорд/Симпър/Пейс) #162 САЩ
- Deep Purple in Rock, юни 1970 (Гилън/Блекмор/Лорд/Глоувър/Пейс) #4 Великобритания, #143 САЩ
- Fireball, септември 1971 (Гилън/Блекмор/Лорд/Глоувър/Пейс) #1 Великобритания, #32 САЩ
- Machine Head, март 1972 (Гилън/Блекмор/Лорд/Глоувър/Пейс) #1 Великобритания, #7 САЩ
- Who Do We Think We Are, февруари 1973 (Гилън/Блекмор/Лорд/Глоувър/Пейс) #4 Великобритания, #15 САЩ
- Burn, февруари 1974 (Ковърдейл/Блекмор/Лорд/Хюз/Пейс) #3 Великобритания, #9 САЩ
- Stormbringer, декември 1974 (Ковърдейл/Блекмор/Лорд/Хюз/Пейс)#6 Великобритания, #20 САЩ
- Come Taste the Band, октомври 1975 (Ковърдейл/Болин/Лорд/Хюз/Пейс)#19 Великобритания, #43 САЩ
- Perfect Strangers, ноември 1984 (Гилън/Блекмор/Лорд/Глоувър/Пейс) #5 Великобритания, #17 САЩ
- The House of Blue Light, януари 1987 (Гилън/Блекмор/Лорд/Глоувър/Пейс) #10 Великобритания, #34 САЩ
- Slaves & Masters, 1990 (Търнър/Блекмор/Лорд/Глоувър/Пейс), #45 Великобритания, #87 САЩ
- The Battle Rages On, юли 1993 (Гилън/Блекмор/Лорд/Глоувър/Пейс) #21 Великобритания, #192 САЩ
- Purpendicular, февруари 1996 (Гилън/Морз/Лорд/Глоувър/Пейс) #58 Великобритания
- Abandon, май 1998 (Гилън/Морз/Лорд/Глоувър/Пейс) #76 Великобритания
- Bananas, август 2003 (Гилън/Морз/Еъри/Глоувър/Пейс) #85 Великобритания
- Rapture of the Deep, октомври 2005 (Гилън/Морз/Еъри/Глоувър/Пейс) #81 Великобритания
- Now What?!, април 2013 (Гилън/Морз/Еъри/Глоувър/Пейс) #19 Великобритания, #110 САЩ
- Infinite, април 2013 (Гилън/Морз/Еъри/Глоувър/Пейс) #6 Великобритания, #105 САЩ
- Whoosh!, август 2020 (Гилън/Морз/Еъри/Глоувър/Пейс) #4 Великобритания, #161 САЩ
- Turning to Crime, ноември 2021  (Гилън/Морз/Еъри/Глоувър/Пейс) #4 Великобритания, #1 Германия
- =1, 2024

### Концертни албуми
- Inglewood - Live in California, 1968 (издаден през 2002)
- Concerto for Group and Orchestra, декември 1969 #26 Великобритания, #149 САЩ
- Scandinavian Nights, 1970
- Deep Purple in Concert, 1970 – 1972 #30 Великобритания
- Made in Japan, декември 1972 #16 Великобритания, #6 САЩ
- Gemini Suite Live, 1970 (издаден през 1998)
- Space Vol 1&2, 1970 (издаден през 2004)
- Live Denmark 1972, 1972 (издаден през 2004)
- Live in Stockholm, 1970 (издаден през 2005)
- Made in Europe, май 1975 #12 Великобритания, #148 САЩ (познат също като Deep Purple Live във Великобритания)
- Live in London, 1974 (издаден през 1982), #23 UK
- California Jamming, 1974 (издаден през 1996/ 2003)
- Deep Purple Live in London, #23 Великобритания, 1982
- Perks and Tit, 1974 (издаден през 2004)
- Mk III: The Final Concerts, 1975 (издаден през 1996)
- Live in Paris 1975, 1975 (издаден през 2001)
- Last Concert in Japan, март 1976
- King Biscuit Flower Hour Presents: Deep Purple in Concert (=On the Wings of a Russian Foxbat), 1976 (издаден през 1995)
- Deep Purple: Extended Versions, 1976 (издаден през 2000)
- This Time Around: Live in Tokyo, 1975 (издаден през 2001)
- Nobody's Perfect, юли 1988 #38 Великобритания, #105 САЩ
- In The Absence of Pink, януари 1991
- Come Hell or High Water 1993, Щутгарт и Бирмингам 1993
- Live in Europe 1993, 1993 (4-CD, издаден през 2006)
- Live at the Olympia '96, 1996 (издаден през 1997)
- In Concert with the London Symphony Orchestra, 1999
- Total Abandon: Live in Australia, 1999
- Live From Royal Festival Hall, май 1999
- Live at the Rotterdam Ahoy, 2000 (издаден през 2001)
- The Soundboard Series, 2001
- Live at Montreux 1996, 1996 (издаден през 2006)
- They All Came Down to Montreux, 2006 (издаден през юни 2007)

### Компилации
- Purple Passages септември 1972; # 57 САЩ
- 24 Carat Purple юли 1975; #14 Великобритания
- The Mark II Purple Singles април 1979; #24 Великобритания
- Deepest Purple/The Very Best of Deep Purple (компилация), юли 1980; #1 Великобритания, #148 САЩ
- When We Rock, We Rock, and When We Roll, We Roll 1980
- The Anthology юни 30, 1985; # 50 Великобритания
- 30: Very Best of Deep Purple октомври 1998; #39 Великобритания
- Winning Combinations:Deep Purple and Rainbow, 2003